# Komet Korlević
Komet Korlević ali 203P/Korlevic je periodični komet z obhodno dobo okoli 10,0 let.

 Komet pripada Jupitrovi družini kometov .

## Odkritje
Komet je odkril 28. novembra 1999 hrvaški astronom Korado Korlević na Observatoriju Višnjan.